# ReliaQuest Bowl 2024 (décembre)
Match précédent Match suivant
Le ReliaQuest Bowl de décembre 2024 est un match de football américain de niveau universitaire joué après la saison régulière de 2024, le 2024 au Raymond James Stadium situé à Tampa dans l'État de Floride aux États-Unis. 
Il s'agit de la 39e édition du ReliaQuest Bowl précédemment dénommé Outback Bowl (1996-2022).
Le match met en présence l'équipe des Crimson Tide de l'Alabama issue de la Southeastern Conference (SEC) et l'équipe des Wolverines du Michigan issue de la Big Ten Conference (B10).
Programmée vers midi locales (18 heures en France), la rencontre est retransmiss à la télévision par ESPN.
Sponsorisé par la société ReliaQuest (en), le match est officiellement dénommé le 2024 ReliaQuest Bowl. 
Michigan remporte le match sur le score de 19 à 13. 

## Présentation du match
Il s'agit de la 7e rencontre entre les deux équipes, celles-ci en ayant gagné chacune trois.
Leur dernière rencontre a lieu le 1er janvier 2024 à Pasadena à l'occasion du Rose Bowl 2024 constituant une ½ finale du College Football Playoff. Le match est remporté en prolongation sur le score de 27 à 20 par Michigan. En finale, Michigan bat Washington qui était dirigé par Kalen DeBoer (en), actuel entraîneur principal d'Alabama.
| Équipes                                                                                               | Logos | Couleurs | Conférences | Entraîneurs                      | Stats. saison rég. | Classements avant le bowl | Classements avant le bowl | Classements avant le bowl |
| --- | ----- | -------- | ----------- | -------------------------------- | ------------------ | ------------------------- | ------------------------- | ------------------------- |
| Équipes                                                                                               | Logos | Couleurs | Conférences | Entraîneurs                      | Stats. saison rég. | CFP                       | AP                        | Coaches                   |
| Crimson Tide de l'Alabama                                                                             |       |          | SEC         | Kalen DeBoer (en) (1re saison)   | 9 - 3              | no 11                     | no 11                     | no 11                     |
| Wolverines du Michigan                                                                                |       |          | B10         | Sherrone Moore (en) (1re saison) | 7 - 5              | NC                        | NC                        | NC                        |
| - Arbitre : Tutu Salaam (Big 12) - Équipe donnée favorite par les bookmakers : Alabama par 16½ points |       |          |             |                                  |                    |                           |                           |                           |

### Crimson Tide de l'Alabama
Alabama termine la saison régulière avec un bilan de 9 victoires et 3 défaites (5-3 en matchs de conférence).
Le Crimson Tide a rencontré 4 équipes classées dans le Top 25 de l'AP, dont une défaite (17 à 24 contre #11 Tennessee) et 3 victoires (41 à 34 contre #2 Georgia, 34 à 0 contre #21 Missouri, 42 à 13 contre #15 LSU).
Ils terminent la saison régulière classés 4e de la Southeastern Conference à égalité avec #14 Ole Miss, #15 South Carolina et #19 Missouri mais derrière #3 Texas, #2 Georgia et #7 Tennesse.
À l'issue de la saison 2024 (bowl non compris), ils sont désignés no 11 aux classements CFP AP et Coacles.
Blessé, le meilleur defensive back de la SEC, Malachi Moore (en), ne participe pas au bowl.
Il s'agit de leur 3e participation au ReliaQuest Bowl et le 78e bowl de leur histoire (bilan de 45 victoires, 28 défaites et 3 nuls) :
| Saisons | Dates            | Vainqueurs  | Scores  | Finalistes   | Bilan   |
| ------- | ---------------- | ----------- | ------- | ------------ | ------- |
| 1987    | 2 janvier 1988   | Michigan    | 28 - 24 | Alabama      | D : 0-1 |
| 1996    | 1er janvier 1997 | #16 Alabama | 17 - 14 | #15 Michigan | V : 1-1 |

### Wolverines du Michigan
Michigan termine la saison régulière avec un bilan de 7 victoires et 5 défaites (5-4 en matchs de conférence).
Les Wolverines ont rencontré 6 équipes classées dans le Top 25 de l'AP, comptant 2 victoires (27 à 24 contre #11 USC, 13 à 10 contre #2 Ohio State) et 4 défaites (12 à 31 contre #3 Texas, 7 à 21 contre #22 Illinois, 17 à 38 contre #1 Oregon, 15 à 20 contre #8 Indiana).
Ils terminent la saison régulière classés 7e de la Big Ten Conference.
À l'issue de la saison 2024 (bowl non compris), ils n'apparaissent pas dans les classements CFP, AP et Coaches.
Pendant le mois de décembre, les joueurs juniors All-American Mason Graham, Will Johnson, Kenneth Grant et Colston Loveland déclarent se présenter à la prochaine draft de la NFL. En tant que possible sélections de premier tour, ils décident de ne pas joueur le bowl. Ils sont rejoints dans cette décision par Donovan Edwards, Kalel Mullings, Josaiah Stewart, Makari Paige, Tyler Morris et Myles Hinton. À la suite de ces retraits, la défense et l'attaque de Michigan ne compte plus aucun titulaire présents au Rose Bowl 2024.
Il s'agit de leur 7e participation au ReliaQuest Bowl et le 53e bowl de leur histoire (bilan de 23 victoires et 29 défaites) :
| Saisons | Dates            | Vainqueurs         | Scores  | Finalistes           | Bilan   |
| ------- | ---------------- | ------------------ | ------- | -------------------- | ------- |
| 1987    | 2 janvier 1988   | Michigan           | 28 - 24 | Alabama              | V : 1-0 |
| 1993    | 1er janvier 1994 | #23 Michigan       | 42 - 07 | North Carolina State | V : 2-0 |
| 1996    | 1er janvier 1997 | #16 Alabama        | 17 - 14 | #15 Michigan         | D : 2-1 |
| 2002    | 1er janvier 2003 | \|12 Michigan      | 38 - 30 | #22 Florida          | V : 3-1 |
| 2012    | 1er janvier 2013 | #11 South Carolina | 33 - 28 | #19 Michigan         | D : 3-2 |
| 2017    | 1er janvier 2018 | South Carolina     | 26 - 19 | Michigan             | D : 3-3 |